# 空軍第三戰術戰鬥機聯隊
空軍第三戰術戰鬥機聯隊，簡稱第三聯隊，前身為空軍第三驅逐機大隊。目前駐守清泉崗基地，負責衛戍西部的空防安全，和第一聯隊輪流駐防馬公基地。

## 沿革
- 1936年（民國二十五年）空軍第三驅逐機大隊成立於江蘇省句容。[1]下轄第7中隊、第8中隊、第17中隊，大隊長王星垣，部隊主要由兩廣事變投誠的廣東空軍飛行員，搭配廣東空軍購置的美國機、南京政府的義大利戰鬥機與少量美軍機合編，操作機種波音二八一、布雷達27、飛雅特32、霍克三戰鬥機。
- 1937年（民國二十六年）12月，廣西空軍人員補充入7、8中隊，大隊長由吴汝鎏接任。部隊補充I-152戰鬥機22架。
- 1938年（民國二十七年），廣西空軍人員補充增編32中隊，部隊補充9架格鬥士戰鬥機。
- 1943年（民國三十二年），移編中美空軍混合團，隸屬美國第十四航空隊。
- 1945年，對日抗戰勝利後，第三大隊駐防徐州負責綏靖任務，換裝P-51D/K戰機。
- 1949年，隨國府遷臺，並進駐屏東基地。
- 1951年接收部分P-47N戰機。
- 1953年，第三大隊與第十一大隊於空軍屏東基地擴編為「空軍第三聯隊」，同年第十一大隊改隸第二聯隊。
- 1955年12月換裝F-86F噴射戰鬥機
- 1959年，空軍第三聯隊移駐臺中空軍清泉崗基地。並於1960年5月換裝F-104星式戰鬥機。
- 1976年，空軍第三聯隊更銜為「空軍第五四四戰術戰鬥機聯隊」，同年再更銜為「空軍第四二七戰術戰鬥機聯隊」。
- 1991年1月第427聯隊成為空軍第一個換裝F-CK-1經國號戰鬥機部隊。
- 1997年4月15日第427聯隊F-CK-1經國號戰鬥機成軍。
- 2004年11月1日第三大隊及第八中隊裁撤，第七及廿八中隊改編成作戰隊。
- 2017年，聯隊番號改回「空軍第三戰術戰鬥機聯隊」。[2]

## 指揮管轄
- 聯隊長少將、副聯隊長上校
  - 測評戰研中心
  - 第七戰術戰鬥機作戰隊

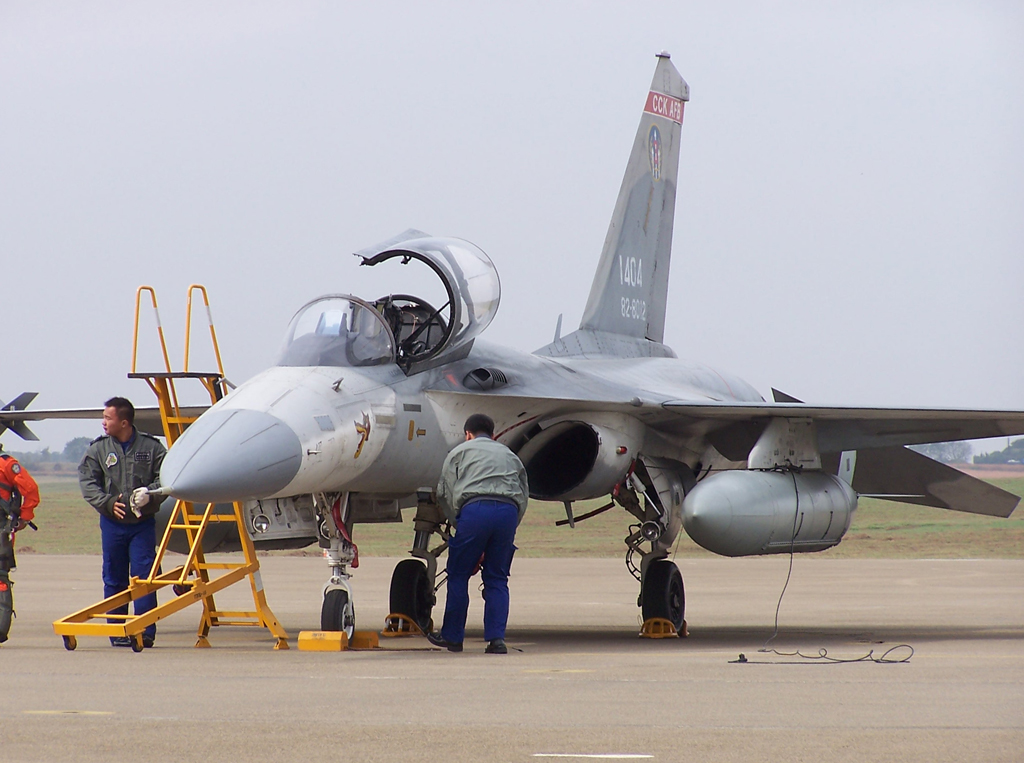
F-CK-1經國號戰鬥機

    - F-CK-1A/B MLU 經國號 × 30架

  - 第八戰術戰鬥機中隊
    - F-CK-1A/B MLU 經國號 × 20架
（於民國93年11月1日裁撤）

  - 第二八戰術戰鬥機作戰隊
    - F-CK-1A/B MLU 經國號 × 20架

  - 空軍第三修護補給大隊
  - 空軍第三基地勤務大隊
  - 憲兵第三中隊